# 韩华集团
韓華集團（韩语：／ hanhwa），原名韓国火药，是韩国的大型财团之一，财富世界500强企业，总部位于韩国首尔。韩华集团业务领域涉及化工、能源、建筑、金融保险和零售等领域，旗下拥有韩华化学、韩华建设、韩华生命保险、韓華防務等56家关联公司和69个海外网点，并拥有韩国职业棒球韩华鹰球隊。

## 历史
韩华集团的前身为成立于1952年的“韩国火药株式会社”（한국화약 주식회사），最初以生产火药為主业。1964年，韩国火药收购新韩轴承工业，开始了集團多元化的进程。1992年10月，韩国火药更名为原简称“韩火”。官方中文名称则未采用原文而称“韩华”（火、華兩者韓語發音相同）。韩华通过不断的扩张收购，已经发展成为多元化的集体公司。
2007年以来，韩华进一步立足全球，加快了集团的国际化。2007年11月，韩华收购美国Azdel股份。在随后的几年中，韩华集团先后通过收购的方式在亚洲、欧洲和北美开設分公司。2011年6月，成立韩华中国总部。
2014年11月26日韓華集團以1.9兆韓圜（17億美元）收購三星旗下的化學和國防公司，包括Samsung Techwin約32.4%股權、三星綜合化學（Samsung General Chemicals）57.6% 、南韓國防航太設備製造商Samsung Thales、三星道達爾股份有限公司（Samsung Total Petrochemicals）。